# Ips confusus
Ips confusus es una especie de escarabajo del género Ips, tribu Ipini, familia Curculionidae. Fue descrita científicamente por Wood y Bright en 1992.
Se mantiene activa durante todos los meses del año.

## Descripción
Mide 3-6 milímetros de longitud.

## Distribución
Se distribuye por México y Estados Unidos.